# Hansley Martínez
Hansley Alexander Martínez García (sinh ngày 3 tháng 3 năm 1991) là một cầu thủ bóng đá người Cộng hòa Dominica thi đấu ở vị trí hậu vệ cho Moca FC và đội tuyển quốc gia Cộng hòa Dominica.

## Sự nghiệp quốc tế
Martínez là một phần của đội hình Cộng hòa Dominica tại chiến dịch vòng loại Giải vô địch bóng đá thế giới 2014.